# Алеу
Алеу (осет. Алеу, груз. ალევი — Алеви) — село в Закавказье, расположено в Ленингорском районе Южной Осетии, фактически контролирующей село; согласно юрисдикции Грузии — в Ахалгорском муниципалитете.

## География и состав
Село находится на реке Алеура на востоке Ленингорского района к востоку от села Коринта  и к северо-востоку от райцентра Ленингор (Ахалгор).
Включает:
- Нижний Алеу (груз. ქვემო ალევი — Квемо-Алеви) — в 2002 году — 81 чел., в т.ч. 99 % составили грузины (80 чел.).[4]
- Средний Алеу (груз. შუა ალევი — Шуа-Алеви) — в 2002 году — 53 чел., в т.ч. 100 % составили грузины.[4]

## Население
Село населено этническими грузинами. По данным 1959 года в селе жило 293 жителя (в том числе 167 в Нижнем Алеви и 126 в Среднем Алеви) — в основном только грузины. По переписи 2002 года (проведённой властями Грузии, контролировавшей восточную часть Ленингоского/Ахалгорского района на момент проведения переписи) в селе (включая Нижний Алеви — 81 житель — и Средний Алеви — 53 жителя) жило 134 человека, в том числе более 99 % составили грузины (133 человека).

## История
В период южноосетинского конфликта в 1992—2008 гг. село входило в состав восточной части Ленингорского района, находившейся в зоне контроля Грузии. После войны в августе 2008 года село перешло под контроль властей РЮО.

## Топографические карты
- Лист карты K-38-66 Душети. Масштаб: 1 : 100 000. Состояние местности на 1987 год. Издание 1989 г.